# Vivian Gornick
Vivian Gornick (14 juni 1935, New York) is een radicaal feministische Amerikaans schrijfster en journaliste. Haar bekendste boek Fierce Attachments  gaat over haar moeizame relatie met haar moeder, met wie ze al wandelend in het reine probeert te komen. Critici noemen haar de schrijfster met de warmste stem over het leven in grootstedelijk Amerika.
Gornick begon haar loopbaan bij The Village Voice en schrijft essays en kritieken voor kranten als The Nation en The New York Times. Ze heeft elf boeken op haar naam staan. Daarnaast geeft zij cursussen non-fictie schrijven aan diverse universiteiten.

## Jeugdjaren en vorming
Gornick groeide op in The Bronx, als dochter van Oekraïense immigranten. Haar jeugd speelde zich af in een flatgebouw met uitsluitend andere Joodse Amerikaanse gezinnen. De vrouwen die hier de lakens uitdeelden hadden een scherpe tong en roddelden veelvuldig. Tegelijkertijd waren zij een bron van kracht en hulp voor elkaar.
Vivian's vader werkte in een textielfabriek, die eigendom was van haar ooms. Haar moeder bestierde het huishouden. Beiden waren sympathisanten van de Communistische Partij van de Verenigde Staten. In haar boek The Romance of American Communism (1977) beschreef zij, hoe de atmosfeer thuis was:
In de keuken zaten mannen en vrouwen. Hun handen waren zwart van het werk, hun ogen intelligent en nieuwsgierig, hun stemmen hard en doordringend. Ik hoorde de gepassioneerde gesprekken. Ik begreep niet wat ze zeiden, maar raakte enthousiast door de rijkdom van hun woorden, de intensiteit, de urgentie en het verlangen dat sprak uit de rivier van woorden die zonder ophouden uit hun mond stroomde.
Toen ze 13 jaar oud was overleed haar vader. Haar moeder stortte in, bracht dagen door op de sofa in de woonkamer en weigerde, jarenlang, om op te staan. In haar boek Approaching Eye Level noteert ze dat ze van kinds af aan de last van haar moeder de rest van haar leven bij zich moest dragen.
Vivian Gornick behaalde in 1957 haar Bachelor of Arts in Engelse literatuur aan het City College of New York en drie jaar later een Master of arts aan de New York-universiteit. Na haar universitaire studie werkte ze van 1969 tot 1977 als verslaggever bij The Village Voice en publiceerde over de strijd aan het feministisch front.
In 1969 schreef Gornick een essay in dit weekblad getiteld The Next Great Moment in History is Theirs, over de Tweede feministische golf. Centraal stond een nieuwe actiegroep The New York Radical Feminists en aan het eind van het artikel vermeldde Gornick de namen en de telefoonnummers van de oprichters van deze groep, waardoor er overal in Amerika belangstelling voor dit initiatief ontstond.
Als feministe in het begin van de jaren zeventig voelde de vrouwenbeweging voor Gornick als een warm bad. Geen enkele andere relatie kon daar tegen op. Na een los-vast verband met het feminisme ontmoetten de vrouwen elkaar veelvuldig en vonden wederzijdse (h)erkenning. Het was, zegt Gornick, alsof we ons bevrijd hadden van een collectief leven in de stilte.

## Schrijver
Op haar vijfendertigste keek ze terug op twee huwelijken, die allebei eindigden in een echtscheiding. Haar conclusie was dat ze alle ruimte nodig had om te kunnen schrijven. De liefde stond op het tweede plan. Gornick’s vriend, schrijver en activist Alix Kates Shulman, zag deze verandering en ook hoe het persoonlijke essay voor haar belangrijker was geworden dan de journalistiek.
Haar rol als vrouw heeft haar schrijverschap in de weg gezeten, zegt Gornick. Ze wist dat ze intelligent was, maar haar moeder had altijd benadrukt dat het zoeken naar de liefde de belangrijkste opdracht in een vrouwenleven was. Een universitaire opleiding was alleen maar meegenomen als levensverzekering, wanneer haar (toekomstige) echtgenoot mocht komen te overlijden. Het kostte Vivian jaren om haar moeders boodschap van zich af te schudden en te geloven in zichzelf.
Haar boek Approaching Eye Level (1969) gaat over haar eerste kennismaking met het feminisme in de jaren zeventig en hoe zij door ontmoetingen met voorvechtsters als Kate Millett en Shulamith Firestone leerde om zichzelf als vrouw te waarderen.
Gornick moest er bij haar uitgever voor vechten om het boek gepubliceerd te krijgen. Haar argument dat er ooit een moment zou komen dat mannen en vrouwen elkaar daadwerkelijk op dezelfde ooghoogte zouden zien, trok hem over de streep.
In 1971 reist Gornick naar Egypte, waar Anwar Sadat de macht heeft overgenomen. Ze brengt zes maanden door in Caïro. Ze praat weinig, maar houdt haar oren en ogen gespitst op deze vreemde cultuur. Haar indrukken legt ze vast in haar boek In Search of Ali Mahmoud, dat in 1974 op de longlist voor de National Book Award terecht komt.
In 1976 publiceert Gornick een essay, The Price of Paying Your Own Way (De prijs die je betaalt voor je onafhankelijkheid) over vrouwen en geld.

## De jaren tachtig
In de jaren tachtig heeft Gornick zes boeken uitgebracht, maar haar voornaamste bronnen van inspiratie raken opgedroogd. De tweede feministische golf is tot stilstand gekomen. Haar sympathie voor het communisme raakt bij het uiteenvallen van de Sovjet-Unie bekoeld. Bouwstenen uit haar jeugd vallen om. In deze periode groeit haar angst dat ze failliet zal gaan.
Ze herinnert zich dat ze al eens begonnen was aan een memoir over haar moeder en Nettie, een alleenstaande vrouw die in hetzelfde gebouw woonde. Op een dag belt haar moeder en vertelt haar een grappig verhaal. Vivian verwerkt het gesprek tot een scène, waarin zij met haar moeder al wandelend herinneringen ophalen en fanatiek van mening verschillen. Moeder en dochter praten onder meer over mannen, vrouwen en seks.
Karakteristiek voor hun relatie is de manier, waarop moeder haar aan anderen voorstelt: "Dit is mijn dochter en ze haat me."
Deze gedachtewisselingen krijgen vorm in het boek Fierce Attachments, waarmee Gornick in 1987 naam maakt. De New York Times beschrijft het boek als "de beste memoir van de laatste 50 jaar." Het boek verscheen in Nederlandse vertaling onder de titel Verstrengeld. Door het succes van dit boek heeft ze ook voor de eerste keer geen financiële zorgen meer. Pas achteraf beseft ze, hoe zwaar een leven met weinig geld geweest is.

## Wandelaar
Tegenwoordig woont Gornick in een appartement in de New Yorkse wijk West Village en ze is een fervent flaneur. Inmiddels wandelt Gornick al meer dan twintig jaar iedere dag tien kilometer. Volgens literair criticus John Freeman heeft zij een hoog wandeltempo, haar lichaam houdt ze kaarsrecht. Geen vrouw die verloren is in gedachten, maar er juist kracht aan ontleent.
The Odd Woman and the City (2015) gaat zowel over haar solitaire bestaan als de onverwachte hartelijkheid die ze tijdens haar wandelingen door de straten van New York tegenkomt. Het resultaat van dertig jaar luisteren naar gesprekken van passanten op straat en gesprekken met haar beste vriend Leonard. Ze delen met elkaar een pessimistische kijk op het leven.
Haar laatste boek Unfinished Business: Notes of a Chronic Re-Reader dateert uit 2020. Gornick verdiept zich opnieuw in het werk van schrijvers, die ze in haar jonge jaren graag las, zoals D.H. Lawrence , Colette en Saul Bellow.
Vrouwenrechten staan nog steeds centraal in haar leven. Toen Me Too in 2017 losbarstte realiseerde Gornick zich dat de strijd nog lang niet voorbij was.

## Stijl
Schrijven is voor haar het bezweren van haar angsten. Iedere keer weer de twijfel of ze haar gedachten in woorden kan vatten. Het denken zelf beschrijft ze de ene keer als topsport, maar ook regelmatig als een erotisch genoegen.
In 2001 schreef Gornick The Situation and the Story, over de kunst van het schrijven van non-fictie verhalen. Tot op heden is het een standaardwerk dat gebruikt wordt in cursussen Creatief Schrijven. Ze legt uit hoe je bedachtzaam en weloverwogen vorm kan geven aan de verhalen die je over jezelf vertelt.
Gornick legt uit dat "ieder literair werk zowel een situatie als een verhaal beschrijft. De situatie schetst de context en de omstandigheden. Het verhaal is de emotionele ervaring, waarmee de schrijver worstelt: een inzicht, een opgedane wijsheid en wat daarover te zeggen valt."
Het persoonlijk narratief, betoogt ze, krijgt zijn structuur, vorm en dramatische opbouw, wanneer het stof is neergedaald.